# Callopistria orses
Callopistria orses är en fjärilsart som beskrevs av William Schaus 1914. Callopistria orses ingår i släktet Callopistria och familjen nattflyn. Inga underarter finns listade i Catalogue of Life.